# یالدیلی
یالدیلی (به لاتین: Yaldili) منطقه‌ای مسکونی در جمهوری آذربایجان است که در شهرستان یولاخ واقع شده است. یالدیلی ۱۳۱۵ نفر جمعیت دارد.